# Florence Rochefort
Pour les articles homonymes, voir Rochefort.
Florence Rochefort, née le 23 mai 1958, est une historienne française spécialiste de l'histoire des féminismes en France, de l'histoire du genre en relation avec les religions, la laïcité et la sécularisation.
Chargée de recherche au CNRS, elle est membre du laboratoire Groupe Sociétés, Religions, Laïcités.

## Biographie
Florence Rochefort est née en 1958 à Suresnes.

### Formation
Impliquée dans les mouvements féministes en tant que lycéenne, elle commence des études d'histoire à l'université Paris 7 à la rentrée 1976, où elle s'implique dans le Planning familial et le Mouvement pour la liberté de l'avortement et de la contraception (MLAC). Paris 7 est alors un lieu d'innovation pédagogique animé par des professeurs dissidents de la Sorbonne, dans le sillage de Mai 68. Elle y découvre l'histoire des femmes avec les enseignements de Michelle Perrot et Arlette Farge.
Elle se lie d'amitié avec Laurence Klejman, avec laquelle elle réalise systématiquement tous ses dossiers d'unité de valeur sur les femmes et choisit de faire une maîtrise à deux sur les femmes nouvelles en 1900 puis un DEA sur l'histoire des féminismes sous la IIIe République. Ce sujet donne lieu à une thèse commune soutenue en décembre 1987 sous la direction de Michelle Perrot. Première thèse sur l'histoire des féminismes en France depuis le renouveau de l'histoire des femmes dans les années 1970, celle-ci est ensuite publiée en 1989 par les Presses de Sciences Po, qui exigent un partenariat avec les éditions Des femmes non souhaité par les autrices.[réf. nécessaire]

### Carrière
Elle enseigne ensuite dans le secondaire et travaille comme bibliothécaire à la bibliothèque Marguerite-Durand à Paris, tout en poursuivant, comme chercheuse indépendante, ses recherches et publications sur les féminismes.
Elle est partie prenante de la revue Clio. Histoire, Femmes et Société dès sa fondation en 1995. Elle participe aussi au groupe Histoire des femmes de l'EHESS jusqu'à sa dissolution,,,.
Elle entre au CNRS en 2001 avec un projet portant sur la laïcité et l'égalité des sexes. Ses recherches portent ensuite sur les dimensions religieuses et laïques des mobilisations féministes aux XIXe et XXe siècles et le genre de la sécularisation.
Elle s'investit dans différentes structures qui favorisent le développement du champ de l'histoire des femmes et du genre. Outre son implication dans le comité de rédaction de la revue Clio, elle préside l'Institut Émilie-du-Châtelet, pour le développement et la diffusion des études sur les femmes, le sexe et le genre de 2011 à 2016 puis co-préside le domaine d'intérêt majeur Genre, inégalités, discrimination et le prix de la ville de Paris pour les études sur le genre.
Elle défend une approche scientifique du genre qui s'oppose aux polémiques sur « la théorie du genre », notamment en dirigeant un ouvrage avec Laurie Laufer intitulé Qu'est-ce que le genre ? en 2014.
Depuis 2013, elle co-amine un séminaire de socio-histoire des féminismes dans le master Genre de l'EHESS, d'abord avec Bibia Pavard et Michelle Zancarini-Fournel puis seulement avec cette dernière.

## Travaux de recherche
Les recherches de Florence Rochefort embrassent à la fois les féminismes religieux, le rôle des féminismes dans les processus de sécularisation et la dimension genrée de la laïcité et des conservatismes religieux.
Dans son laboratoire de recherche, le GRSL, elle introduit les études de genre en lien avec la laïcité dans une approche d'histoire sociale, politique et culturelle. Elle forge notamment le concept de « pacte de genre » inspiré de la notion de « pacte laïque » proposé par Jean Baubérot et de « contrat sexuel » de Carole Pateman, qu'elle présente dans l'introduction de l'ouvrage qu'elle dirige en 2007, Le Pouvoir du genre. Laïcités et religions, 1905-2005. Elle anime l'axe transversal Genre, religions, sécularisation de son laboratoire qui prolonge les réflexions entamées avec le colloque « Normes religieuses à l'épreuve du genre », publié en 2012 avec la collaboration de Maria Eleonora Sanna, et qui est l'occasion d'une conférence de l'Institut Émilie-du-Châtelet en 2014.
Elle poursuit également ses travaux sur l'histoire des féminismes à travers de contributions à des ouvrages collectifs et la publication de plusieurs ouvrages de référence. Elle rédige notamment le catalogue de l'exposition « Photos, femmes, féminisme : collection de la bibliothèque Marguerite-Durand (1860-2010) », une Histoire mondiale des féminismes dans la collection Que sais-je ? en 2018 et Ne nous libérez pas on s'en charge. Une histoire des féminismes de 1789 à nos jours avec Bibia Pavard et Michelle Zancarini-Fournel à La Découverte en 2020,.

## Publications

### Ouvrages de recherche
- L'Égalité en marche. Le féminisme sous la Troisième République, en collaboration avec Laurence Klejman, Paris, Presses de Sciences Po / éditions Des femmes, 1989
- Florence Rochefort (dir.), Le Pouvoir du genre : laïcités et religions, 1905-2005, Toulouse, Presses universitaires du Mirail, 2007, 272 p. (ISBN 978-2-85816-949-8 et 2-85816-949-7, OCLC 470656784, lire en ligne)
- Annie Metz et Florence Rochefort, Photo, femmes, féminisme : 1860-2010 : collection de la bibliothèque Marguerite-Durand, Paris, Paris bibliothèques, 2010, 206 p. (ISBN 978-2-84331-174-1 et 2-84331-174-8, OCLC 702939436)
- Laicidad, feminismos y globalización, Mexico, PUEG UNAM / PIEM Colmex, coll. « Cuadernos Simone de Beauvoir », 2011 — recueil d’articles traduits en espagnol
- Les Lois Veil Contraception 1974 IVG 1975, en collaboration avec Bibia Pavard et Michelle Zancarini-Fournel, Paris, Armand Colin, coll. « U », 2012
- Florence Rochefort et Maria Eleonora Sanna, Normes religieuses et genre : mutations, résistances et reconfigurations, XIXe – XXIe siècle, Paris, Armand Colin, 2013 (ISBN 978-2-200-28556-2 et 2-200-28556-6, OCLC 864751109)
- Ne nous libérez pas, on s’en charge. Une histoire des féminismes de 1789 à nos jours, en collaboration avec Bibia Pavard et Michelle Zancarini-Fournel, Paris, La Découverte, 2020

### Ouvrages de synthèse
- Collectif CLIO Histoire, Femmes et Sociétés, Les Mots de l'histoire des femmes, Toulouse, Presses universitaires du Mirail, 2004
- Hier les femmes, Paris, Aubanel-La Martinière, 2007
- Femmes du XXIe siècle, Paris, Aubanel-La Martinière, 2009
- Histoire mondiale des féminismes, Paris, Presses universitaires de France, coll. « Que sais-je ? », 2018[17]